# 梅爾瓦
50°20′49″N 25°4′0″E / 50.34694°N 25.06667°E
梅爾瓦（烏克蘭語：Мерва），是烏克蘭的村落，位於該國西部沃倫州，由盧茨克區負責管轄，始建於1345年，面積1.4平方公里，海拔高度402米，2001年人口534，人口密度每平方公里381.43人。